# Montagny (Rodano)
Montagny è un comune francese di 2 565 abitanti situato nel dipartimento del Rodano nella regione Alvernia-Rodano-Alpi.

## Società

### Evoluzione demografica
Abitanti censiti